# Burušo
Los burušo o brusho son un pueblo que vive en valles de alta montaña en el norte de Pakistán, en los valles de Hunza, Nagar y en el distrito de Chitral, todos ellos de la región de Gilgit-Baltistán. Son predominantemente musulmanes, y su lengua, el burushaski, es una lengua aislada, no relacionada con ninguna otra.

## El valle de Hunza

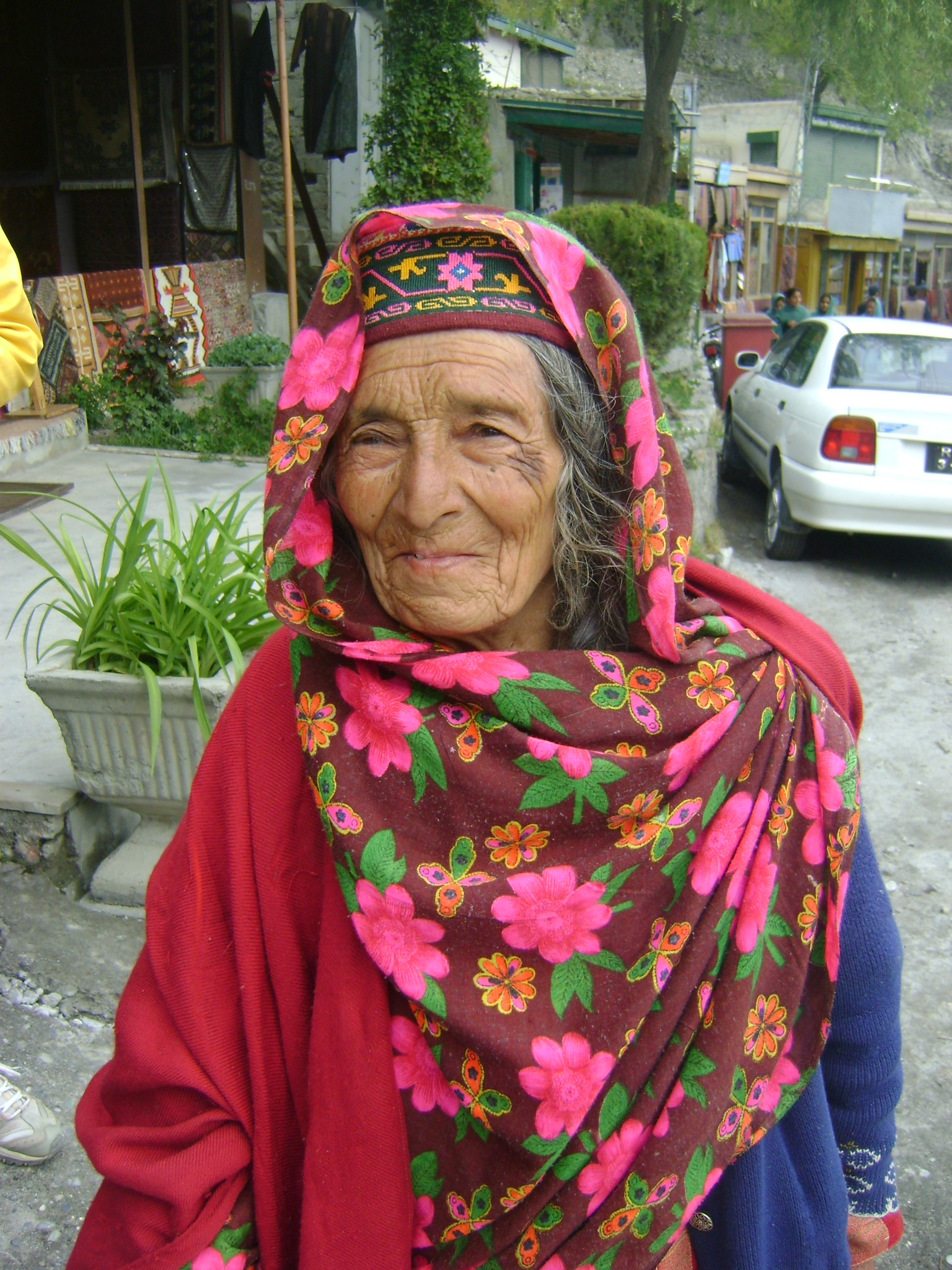
Anciana en Karimabad, capital del valle de Hunza

Los hunza son un pueblo que forma parte del grupo étnico burušo, nativos del valle de Hunza, en la cordillera del Karakórum. En el pasado tuvieron su propio estado, el Principado de Hunza.
El Valle de Hunza parece haber sido poblado por sucesivas oleadas migratorias a través del Karakórum o del Hindu Kush. La tradición oral se ha mantenido durante muchos siglos, sosteniendo la identidad étnica de los cuatro clanes predominantes en la región: los khurukut, que están vinculados a comunidades asentadas en la meseta del Pamir; los burung dicen descender de migrantes del subcontinente indio; y los diramiting y barataling creen ser descendientes de los macedonios llegados al Asia Central durante las campañas de Alejandro Magno en el siglo IV AC.
Además del sistema de clanes, la sociedad burušo se divide en clases: los thamo forman la familia real, los Wazir aportan los funcionarios del gobierno del Estado; los trangfa y los akabirting son los hombres principales de cada pueblo; los bare y los sis son guerreros, los baldakuyos son empleados y porteadores, y los bericho son músicos. Algunos de estos últimos han emigrado a la Cachemira bajo el control de la India.
Todos los habitantes del valle de Hunza son musulmanes, generalmente chiíes ismailíes. La región Hunza tiene tasas relativamente altas de alfabetización, en comparación con la mayoría de los otros distritos de Pakistán. Hunza es una importante atracción turística en Pakistán, y muchos turistas nacionales y extranjeros viajan a la región para disfrutar del paisaje pintoresco y espectaculares montañas de la zona. El distrito cuenta con muchas comodidades modernas y está bastante avanzado para los estándares asiáticos. La leyenda local dice que Hunza puede haber estado asociada con el reino perdido de Shangri-La.
Las características fenotípicas de los Hunza difiere del resto de sus vecinos, son de piel blanca o clara, con predominio caucásico, ojos claros, y con una tasa de longevidad elevada.  Se les considera amistosos y de carácter alegre.
El valle tiene fama por la excepcionalmente alta esperanza de vida de sus habitantes, principalmente a partir de un libro escrito por J. I. Rodale en 1949, las estimaciones realizadas por los investigadores: Sir Robert McCarrison, Sir Aurel Stein, R. C. F. Shoemberg y John Clark indican que su esperanza de vida superarían fácilmente los 100 años de edad sin perder facultades físicas o psíquicas; mientras que otros estudios describen esta afirmación como un mito de longevidad, y citan una esperanza de vida de tan solo 53 años para los hombres y 52 para las mujeres, aunque con una alta desviación estándar. Al parecer, el relato sobre la alta esperanza de vida no se ha basado en pruebas o investigaciones científicas, sino en afirmaciones del príncipe de la región; el único autor occidental que ha tenido un contacto significativo y sostenido con los burušo ha sido John Clark, que no ha notado un particular estado de salud de la población. Lejos de considerarlo un paraíso pacífico de longevidad, Clark y Lorimer han informado que el valle de Hunza es una territorio donde la violencia y el hambre eran frecuentes. Incluso se ha llegado a hablar de una "dieta Hunza", que estos autores consideran como una seudociencia, y las creencias relacionadas como un estereotipo del noble salvaje.

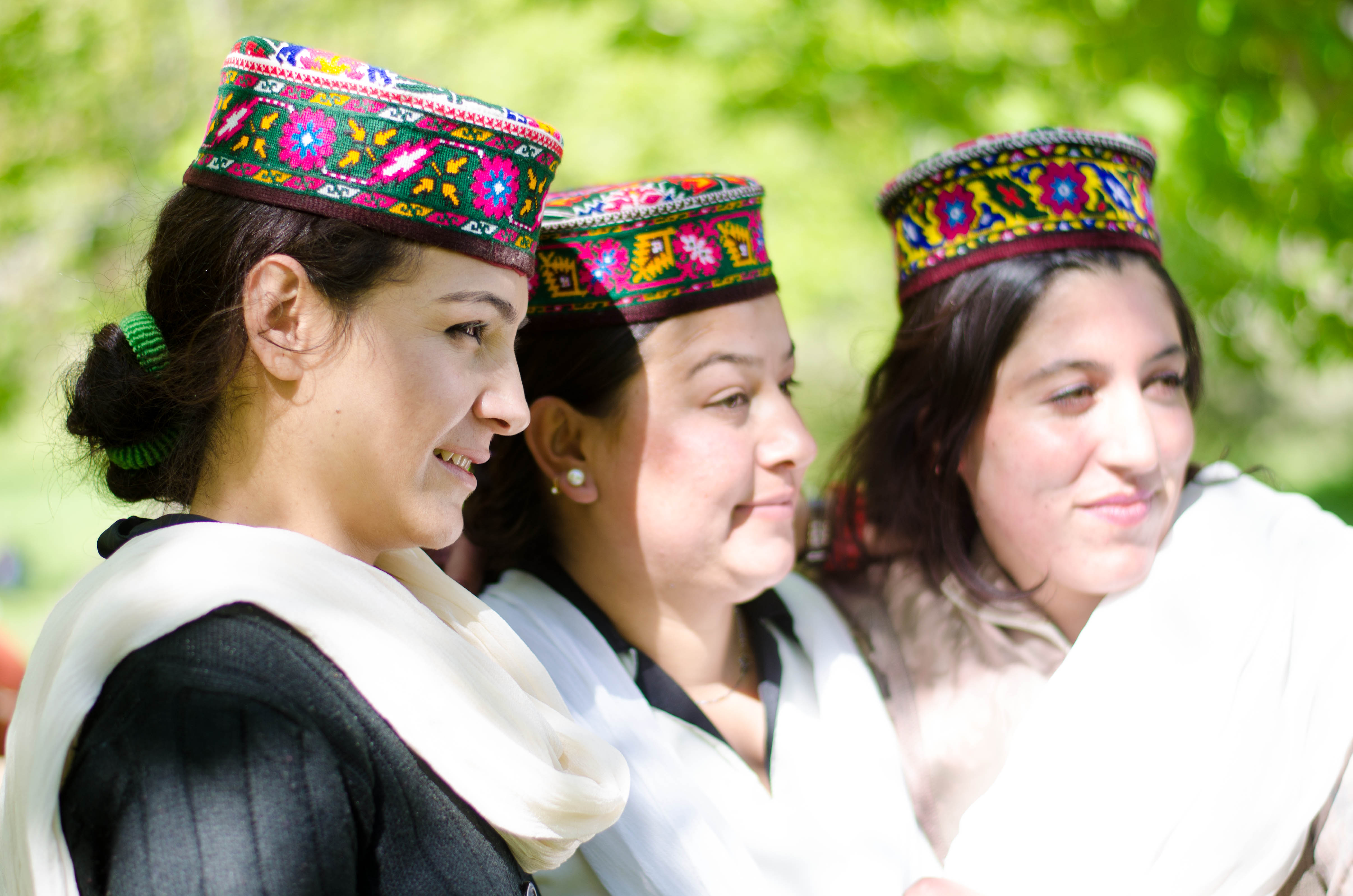
Mujeres jóvenes del pueblo Hunza

El alto valle de Hunza, localmente llamado Gojal, está habitado por descendientes de colonos burušo enviados desde el principado de Hunza en un esfuerzo para controlar el riego y defender las tierras limítrofes con China y Afganistán. Allí se habla un dialecto del burushaski llamado wakhi, con fuertes aportes de otras lenguas tibetanas e indoiranias. El extremo sur del valle está habitado por los shina, con un dialecto influido por las lenguas de las tierras bajas, e incluso parte de la población habla el idioma shina, una lengua indoaria.